# Idioma muromiano
El muromiano fue una lengua urálica hablada por la tribu muromiana, ahora en la región de Múrom en Rusia. Ellos son mencionados por Jordanes como Mordens en la Crónica de Néstor. Se sabe poco del lenguaje, pero probablemente estaba intensamente relacionado con los idiomas moksha y erzya. El muromiano probablemente se extinguió en la Edad Media, aproximadamente en el año 1000, ya que los muromianos fueron anexados por los eslavos.